# Amelia maga del cangiante
Amelia maga del cangiante (The Many Faces of Magica de Spell) è una storia a fumetti della Disney creata da Carl Barks nel 1964.

## Trama
Nel suo laboratorio alle pendici del Vesuvio, Amelia usa una formula della maga Circe per creare un'essenza che, spruzzata sul volto di qualcuno, ne cambia le fattezze in quelle di chi gli sta di fronte.
Il primo a sperimentare la mistura è il corvo di Amelia. 
Zio Paperone e nipoti sfuggono ad Amelia volando verso una fitta giungla nella quale si apre la Valle dei senza volto (Valley of the Faceless People, nell'originale).
Alla fine vengono spruzzati i volti di Amelia e di Paperone, ma l'antidoto sono acqua e sapone.

## Collegamenti con altre storie
Come già accaduto in una precedente storia di Barks (Zio Paperone e l'inespugnabile deposito, 1963), anche in Amelia maga del cangiante la fattucciera fa riferimento ad un oggetto trovato nella caverna di Circe, in questo caso una tavoletta di pietra con una formula. Barks aveva descritto il ritrovamento della caverna di Circe da parte di Amelia nella storia Zio Paperone novello Ulisse (1963).
Questa storia segna la seconda apparizione dei due investigatori che Paperone utilizza per sorvegliare Amelia: in precedenza erano apparsi in Zio Paperone e l'inespugnabile deposito. Barks non li utilizzerà più, mentre lo faranno altri autori.